# 鷂 (水雷艇)
|          |                                                             |
| 艦歴     |                                                             |
| 計画     | 明治30年度計画                                              |
| 起工     | 1903年6月14日                                               |
| 進水     | 1903年12月30日                                              |
| 就役     | 1904年2月27日                                               |
| 除籍     | 1923年4月1日                                                |
| その後   | 1923年4月1日雑役船編入、曳船兼交通船指定                    |
| 廃船     | 1926年7月15日                                               |
| 性能諸元 |                                                             |
| 排水量   | 常備：152トン                                               |
| 全長     | 垂線間長：45.00m (147ft 7in 11/16)                          |
| 全幅     | 4.91m (16ft 1in 7/16)                                       |
| 吃水     | 1.45m (4ft 9in 3/32)                                        |
| 機関     | ノルマン式缶2基 直立式3気筒3段膨張レシプロ2基 2軸 4,200馬力 |
| 速力     | 28.5ノット                                                  |
| 航続距離 | 10ノットで2,000海里                                         |
| 燃料     | 石炭：28.5トン（満載）                                      |
| 乗員     | 30名                                                        |
| 兵装     | 4.7cm保式単装軽速射砲3基（推定） 45cm水上旋回式発射管3基    |

鷂（はしたか）は、日本海軍の水雷艇で、隼型水雷艇の14番艇である。

## 艦歴
発注時の艇名は第十五号百二十噸水雷艇。1901年（明治34年）12月18日、鷂と命名。1902年（明治35年）10月31日、水雷艇に編入され等級一等となる。1903年（明治36年）6月14日、川崎造船所で起工。同年12月30日に進水し、1904年（明治37年）2月27日に竣工。
日露戦争では旅順口攻撃に参戦し、日本海海戦では第十五艇隊に所属して夜戦に参加した。
1923年（大正12年）4月1日に除籍され、同日、雑役船に編入となり、曳船兼交通船に指定され呉海軍工廠魚雷実験部所属となる。1926年（大正15年）7月15日に廃船となる。